# Kolaboracija
Kolaboracija (lat. co- = „sa-“, laborare = „raditi“) označava suradnju pojedinaca ili skupina radi postizanja određenog cilja. Nakon Drugog svjetskog rata naziv je počeo označavati suradnju pojedinaca ili vlada s okupatorskim vlastima nacional-socijalstičke Njemačke.
Vrste suradnje:
- Politička suradnja zbog sličnih političkih stajališta
- Vojna suradnja može uključivati dragovoljno sudjelovanje u okupatorskim oružanim snagama policiji i/ili vojnim postrojbama, koje se bore uz okupatora protiv zajedničkog neprijatelja (npr. hrvatsko domobranstvo s Wehrmachtom u borbi protiv Partizana).
- Upravna suradnja obuhvaća osobe koji su zauzele važne civilne pozicije (npr.gradonačelnik, državni službenici,...) i nakon okupacije ostali na svom radnom mjestu i surađuju s okupatorom.

## Čehoslovačka
U patronatu Češke i Moravske Emanuel Moravec bio je ministar prosvjete i javnog prosvjetiteljstva. Njegovo ime danas u Češkoj slovi kao simbol češkog kvislinga. Posljednji čehoslovački predsjednik Emil Hácha postao je "predsjednik" protektorata i uhićen kao suradnik nakon oslobođenja 1945. Zbog suradnje s nacističkom Njemačkom, predsjednik Slovačke Republike Jozef Tiso pogubljen je 1947. g.

## Belgija
Reksizam je bio fašistički pokret osnovan u Belgiji oko 1930 g. Osnovao ga je Léon Degrelle. Od svibnja 1940. Rexisti su surađivali s nacistima tijekom njemačke okupacije Belgije. Nakon završetka Drugog svjetskog rata pokret je zabranjen.
I flamanski nacionalisti u sjevernoj Belgiji bili su uključeni u suradnju i u velikom broju se dobrovoljno prijavljivali za Waffen SS.
Tadašnji predsjednik Belgijske Laburističke stranke Henri de Man raspustio je stranku i sudjelovao u osnivanju radničke organizacije sličnoj NSDAPu. 
40 posto belgijskih Židova nisu preživjeli holokaust. Oko 60% uspjelo je preživjeti skrivajuci se od progonitelja u ratu. Većina građevinskih nadzornika Wehrmachta u sjevernoj Francuskoj bili su Belgijanci.

## Francuska
Višijska Francuska ili Višijski Režim je od srpnja 1940. do kolovoza 1944. kao marionetska država Velikog Njemačkog Reicha surađivala s Nacističkom Njemačkom i Silama Osovina. Režim je donio oštre mjere za isključenje i progon Židova i masona. Između 1941. i 1944. uz sudjelovanje francuskih dužnosnika oko 75.000 Židova (uključujući i 12.000 djece) bilo je deportirano u koncentracijske logore, gdje su ubijeni. Jedan od najpoznatijih kolaboracionista bio je Maurice Papon.

## Velika Britanija, Irska
Britanska unija fašista pod vodstvom Oswalda Mosleya željela je surađivati s Trećim Reichom. Fašistički pokret Greenshirts tražio je savez s Trećim Reichom.

## Švicarska
Tijekom ranih 30-ih Nationale Front bila je nacionalsocijastička stranka u Švicarskoj. 1934. nije uspio prvi pokušaj puča. Godine 1940. nakon njemačkog osvajanja Francuske "Nacionalni Front" Švicarsku želi integrirati Njemačkoj. Udar nije uspio. Švicarski nacionalisti su uhićeni i zabranjeni. Mnogi od njih uspjeli su emigrirati u "egzil" u "Njemački Reich" i pridružiti se SS-u.

## Lihtenštajn
Njemački narodni pokret u Lihtenštajnu bio je pod utjecajem NSDAPovog ogranka. Bilo je vrlo ograničen i imao samo relativno mali broj sljedbenika. 

## Mađarska
Nakon pada Istvána Horthya, zemlja je okupirana od strane njemačkih postrojba, a na vlast su postavljeni Strelasti križevi pod vodstvom Ferenca Szálasija koji su surađivali s nacionalsocijalističkim okupatorima i spriječili povlačenje Mađarske iz rata.

## Istočna Europa
Pripadnici sovjetskih manjinskih naroda koji su surađivali s vlastima Trećeg Reicha bili su na primjer gruzijska Legija ili Latvijska SS-postrojba.
Ukrajinski dragovoljci kao što su 14 odjel grenadirskiog SS-a (Galicijski broj 1) (22.000 vojnika) ili bojne Slavuj" i "Roland" (oko 1000 vojnika).
Ruska oslobodilačka vojska (ROA) bila je Ruska vojska, koja se borila na kraju Drugog svjetskog rata pod zapovjednistvom Generala Andreja Andreyevicha Vlasova na strani Wehrmachta. Obuhvaćala je oko 50.000 dragovoljaca. To su bili kozaci, bivši vojnici Bijele garde i ruski ratni zarobljenici koji su željeli izbjeći izgladnjivanje.

## Srbija
Srpski četnici Dragoljuba Draže Mihailovića i Srpski dobrovoljački korpus Dimitrija Ljotića surađivali su od 1941. do 1945. sa snagama Osovine. Milan Nedić je vodio marionetski režim u Srbiji. Marionetske uprave bile su Komesarska uprava Milana Aćimovića i Vlada narodnog spasa Milana Nedića. Četnici su imali ogranke i u Bosni gdje su bosanski četnici pomognuti četnicima iz Srbije ubili oko 200.000 civila. (Dedijer, 1991)

## Nezavisna Država Hrvatska
Hrvatske postrojbe pod vodstvom Ante Pavelića surađivale su od 1941. do 1945. sa snagama Osovine. Ustaše su napravili velike zločine u NDH. Najpoznatije stratište je Jasnovac u Slavoniji gdje su ubijani svi oni koji su bili protiv okupacijskog režima, te Srbi, Židovi i Romi. Domobrani su bile redovne jedinice koje su bile potčinjene kolaboracionističkoj vlasti, kao i sve ostale lokalne jedinice u NDH.

## Norveška, Danska
Prezime Vidkuna Quisling poslužilo je za naziv "Kvisling". Njegov pokret Nasjonal Samling postojao je i prije rata. I nakon njemačke okupacije vlada Danske nije se pridružila koaliciji protiv Hitlera, nego Antikominterni. Tisuće danskih dragovoljaca se borilo u njemačkom jedinicama.

## Grčka
U zauzetoj Grčkoj "Sigurnosna bojna" podržava njemačke okupacijske snage u njihovoj borbi protiv komunističkih ELAS partizana. Georgios Tsolakoglou i Konstantinos Logothetopoulos osnovali su marionetsku vladu.